# Club Deportivo Real Sociedad
Il Club Deportivo Real Sociedad (conosciuto semplicemente come Real Sociedad o C.D. Real Sociedad) è una società calcistica honduregna con sede nella città di Tocoa. Disputa le partite interne allo Stadio Francisco Martínez Durón.
Il club fu fondato nel 1986 e ha come colori sociali il rosso e il bianco.

## Cronologia degli allenatori
- Raúl Martínez Sambulá  (?-2012)
- Jairo Ríos (2013)
- Héctor Castellón (2013-2021)
- Mario Petrone (2021)

## Palmarès

### Altri piazzamenti
- Campionato honduregno:

Secondo posto: Clausura 2013, Apertura 2013, Apertura 2014, Clausura 2016